# Djiman Koukou
Djiman Koukou (Porto-Novo, 14 novembre 1990) è un calciatore beninese, centrocampista del Niort Saint-Liguaire.